# Marino Grimani (doge)

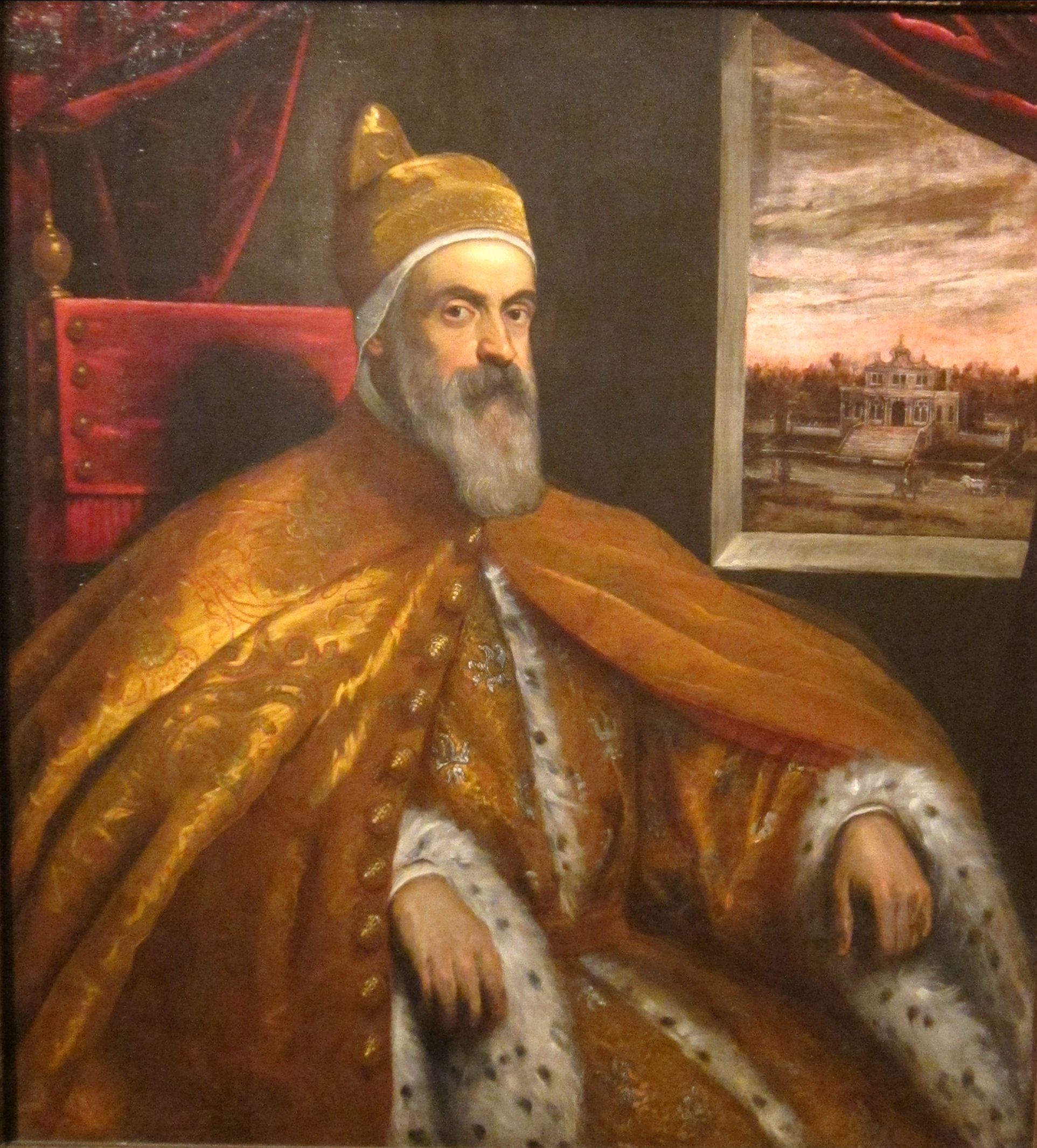
Doge Marino Grimani

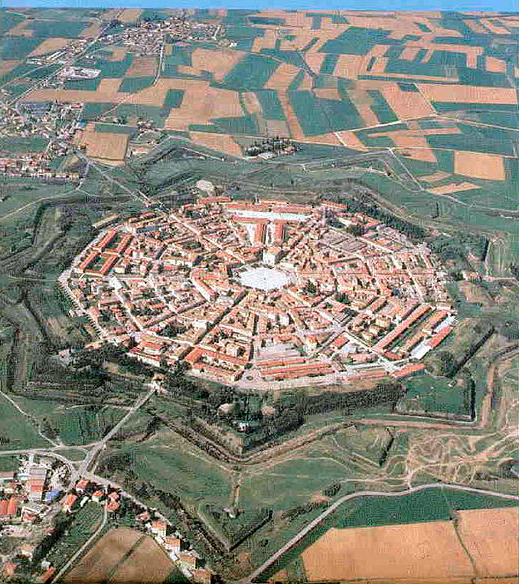
Voor hij doge was bouwde hij het fort van Palma, later Palmanova genoemd

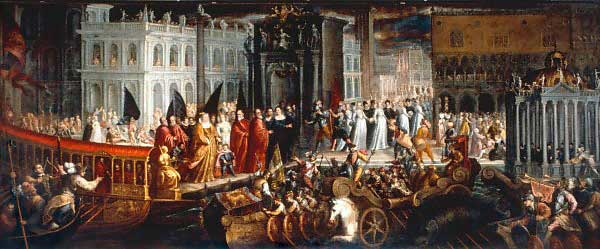
Kroning van zijn vrouw

Marino Grimani (Venetië, 1 juli 1532 – aldaar, 25 december 1605) was de 89e doge (1595-1605) van de republiek Venetië. Tijdens zijn bestuur ontstond er een zwaar conflict met de Heilige Stoel over wie de priesters mocht benoemen in de dogebasiliek, de San Marco basiliek, en wie de financies ervan mocht beheren.

## Levensloop

### Magistraat en diplomaat
Grimani was afkomstig van een familie van bankiers en zakenlui, een gegoede patriciërsfamilie die samenwerkte met de Fuggers in het Heilige Roomse Rijk. Hij was gehuwd met Morosina Morosini, zelf ook afkomstig van gefortuneerde Venetianen. Het echtpaar had vier dochters.
Vanaf 1557 startte hij zijn carrière als ambtenaar voor de vloot, officiële naam van zijn ambt was Savi agli Ordini. Van 1557 tot 1595 bekleedde Grimani tientallen ambten, vaak maar gedurende een jaar. Het ging om het ambt van proveditor, magistraat, raadsheer bij de Raad van Tien en procurator van San Marco. In 1589 functie bouwde hij de staatsgevangenis die hij liet verbinden met het dogepaleis via de Brug der Zuchten. Na het overlijden van zijn ouders en schoonouders bezat het echtpaar een groot fortuin. Zij betrokken het paleis van zijn voorouders, het Palazzo Grimani aan het Canal Grande in de wijk San Marco.
Buiten Venetië is te vermelden dat hij podestà in Brescia (1570) en in Padua (1584) was. In Padua hervormde hij de studies van letteren en kunsten aan de universiteit en bestuurde de Berg van barmhartigheid om de rust in de stad te bewaren. In Palma was hij bouwmeester van het fort van Palma (1593). Palma werd vanaf de napoleontische tijd Palmanova genoemd. In Palma bouwde hij een fort, officieel gericht tegen Ottomaanse invallen doch in realiteit ook tegen de toenemende Oostenrijkse druk op de oostgrens van de republiek Venetië.
Tussenin was Grimani ambassadeur voor Venetië bij de pausen Sixtus V (1585), Urbanus VII en Gregorius XIV (1590), Innocentius IX (1591) en Clemens VIII (1592). Tijdens dit laatste verblijf in Rome kon hij niet deelnemen aan de plechtigheden bij de paus want hij lag met zware koorts in bed.

### Doge
In 1595 werd Grimani verkozen tot doge. Hij kon rekenen op stemmen van een fractie die als pausgezind bekend stond. De kroningsceremonie werd omschreven als luxueus en dit gold ook voor de kroning van zijn echtgenote, Morosina Morosini. Zij werd dogaressa of doge-gemalin. De Senaat protesteerde tegen haar kroning, doch zonder succes. Grimani liet broden en andere goederen uitdelen, in zo’n grote mate dat de prijzen op de markten daalden. Hij deed dit niet alleen voor het kroningsfeest maar herhaalde dit regelmatig tijdens zijn bestuur.
Verder nam hij het dogepaleis onder handen. Schilderijen en andere kunstwerken werden in het paleis gedragen. De feestelijkheden in het dogepaleis volgden elkaar op; dankzij doge Grimani werden er talrijke muzikanten en kunstenaars aangeworven.
Het beleid van Grimani was erop gericht de goede relaties met de Heilige Stoel en Spanje te onderhouden. Daarom steunde hij de oprichting van jezuïetenscholen en de benoeming van neven van de paus als patriarch van Aquileja in Oostenrijks gebied. Ondanks de gunstige relaties bij aanvang brak een ruzie uit tussen paus Clemens VIII en doge Grimani. De inzet was de zeggenschap over de geestelijkheid in het dogepaleis en de basiliek van de doge, de San Marcobasiliek. Na Clemens VIII voerde paus Paulus V eenzelfde anti-Venetiaanse koers; Grimani werd zelfs bedreigd met excommunicatie. Grimani geraakte hierdoor verbitterd en liet zich niet meer zien op de opeenvolgende banketten in het dogepaleis. Na weken van koortsaanvallen stierf hij in 1605. Grimani en zijn vrouw die een paar jaar later stierf in 1613, werden begraven in een praalgraf in de San Iseppo di Castello. Het graf bestond uit marmer met bronzen inscripties.